# 溫頓·馬沙利斯
溫頓·利尔森·馬沙利斯（英語：Wynton Learson Marsalis，1961年10月18日—），美國小號手、音樂教育家，馬沙利斯致力促進古典音樂和爵士音樂，並為紐約市林肯中心爵士藝術總監。他在這兩個範疇都已獲得9個格萊美奬，他其中一個爵士樂錄音更是首個贏得普利薩音樂獎的爵士樂錄音。

## 生活和事業
溫頓·馬沙利斯出生於路易斯安那州新奧爾良，父親是音樂教授及鋼琴家。 8歲的時候，馬沙利斯在錦繡浸信會教堂樂隊（Fairview Baptist Church Band）表演傳統的新奧爾良音樂，並在14歲時，與新奧爾良愛樂樂團演出。在高中期間，馬沙利斯與溫頓新奧爾良交響樂團銅管五重奏、新奧爾良社區樂團、新奧爾良青年管弦樂團、新奧爾良交響樂團、各個爵士樂隊與當地放克樂隊進行演出。
他畢業於班傑明·富蘭克林高中（Benjamin Franklin High School），當時的成績平均積點（GPA）是3.98.。在17歲時，馬沙利斯是坦格活德伯克郡音樂中心最年輕的音樂家，在那裡他贏得了學校為優秀銅管樂學生而設的哈維沙比羅奬（Harvey Shapiro Award）。在1979年，馬沙利斯搬到紐約就讀茱莉亞音樂學院。在此期間，他獲得美國國家藝術基金會（National Endowment of the Arts）的資助，跟隨小號的創新研究者活迪·蕭爾（Woody Shaw）學習。
在1987年，溫頓·馬沙利斯與林肯中心合作舉辦了一系列爵士樂節目。1996年7月，林肯中心爵士樂團（Jazz at Lincoln Center）進駐了中心新館，林肯中心。
2011年，馬沙利斯與藍調搖滾吉他手埃里克·克萊普頓（Eric Clapton），合作在林肯中心舉行音樂會，並現場錄製專輯。

## 獎勵和表彰
他是連續五年（1983-1987年）贏得格萊美獎的藝術家。
馬沙利斯已擁有多個名譽學位，包括紐約大學，哥倫比亞大學、哈佛大學、霍華德大學、紐約州立大學、普林斯頓大學和耶魯大學。

### 音樂獎
普利薩音樂獎
- 1997年 清唱劇戰場之血（Blood on the Fields, oratorio），

格萊美獎 - 最佳爵士演奏專輯，個人或團體
- 1986年 - 「地下黑色代碼」 （Black Codes (From the Underground) ）
- 1987年 - 「"J" 的心境」 （J Mood）
- 1988年 - 馬沙利斯標準時間 - 第I輯 （Marsalis Standard Time - Volume I）

格萊美獎 - 最佳獨奏器樂演奏（與管弦樂隊）
- 1983年 - 雷蒙·列帕特（Raymond Leppard）指揮、溫頓·馬沙利斯與英國國家愛樂樂團演奏約瑟夫·海頓：降E大調小號協奏曲/ 列奧波爾德·莫扎特：D大調小號協奏曲 / 約翰·尼波默克·胡梅爾：降E大調小號協奏曲
- 1984年 - 雷蒙·列帕特（Raymond Leppard）指揮、溫頓·馬沙利斯與英國室內樂團，溫頓·馬沙利斯與艾迪塔·葛貝洛娃：韓德爾 ，亨利·普賽爾、朱塞佩·托雷利、法施（Johann Friedrich Fasch）、約翰·梅爾基奧爾·梅特（Johann Melchior Molter）。

格萊美獎 - 最佳爵士器樂獨奏
- 1983年 -「想起一人」（Think of One）
- 1984年 - 「熱屋花」（Hot House Flowers）
- 1985年 - 「地下黑色代碼」 （Black Codes (From the Underground) ）

格萊美獎 - 最佳為兒童誦讀專輯獎
- 2000年 - 「聆聽著說故事的人」 （Listen to the Storyteller）

## 外部連結
- 溫頓·馬沙利斯的官方網站 （页面存档备份，存于）
- 林肯中心爵士樂團簡介
- 溫頓·馬沙利斯
- 卡特里娜颶風過後，杜蘭大學（Tulane University）演講
- 今日美國”Q＆A 1月14日，2007年 （页面存档备份，存于）
- 溫頓·馬沙利斯：讀者指南